# Torstorp, Finspång
Torstorp är en del av tätorten Finspång i Finspångs kommun i Östergötlands län.
Torstorp tillhör Finspångs tätort åtminstone sedan 1990.

## Befolkningsutveckling
| Befolkningsutvecklingen i Torstorp 1950–1960                                                                                     | Befolkningsutvecklingen i Torstorp 1950–1960 | Befolkningsutvecklingen i Torstorp 1950–1960 | Befolkningsutvecklingen i Torstorp 1950–1960 | Befolkningsutvecklingen i Torstorp 1950–1960 |
| --- | -------------------------------------------- | -------------------------------------------- | -------------------------------------------- | -------------------------------------------- |
| |                                              |                                              |                                              |                                              |
| År |                                              |                                              | Folkmängd                                    |                                              |
| 1950 | 1950                                         |                                              | 222                                          | ##                                           |
| 1960 | 1960                                         |                                              | 165                                          | ¤                                            |
| Anm.: Mindre än 200 invånare 1960 ## Som tätort/befolkningsagglomeration 1920–1950. ¤ Som tätortsbebyggelse med 150-199 invånare |                                              |                                              |                                              |                                              |